# Amyna apicalis
Amyna apicalis là một loài bướm đêm thuộc họ Noctuidae. Nó được tìm thấy ở Queensland.